# Jeff Berlin
Jeff Berlin, né à New York le 17 janvier 1953, est un bassiste américain. Depuis le milieu des années 1970, il est connu pour sa contribution dans le jazz-rock et le rock progressif.

## Biographie

### Enfance et formation
Jeffrey Arthur Berlin Berlin naît dans le Queens à New York ; sa musicalité lui vient de ses parents, tous deux musiciens : sa mère est une pianiste accomplie et son père un chanteur d'opéra. Enfant, Jeff Berlin est considéré comme un prodige au violon, mais à l'âge de 14 ans, il change d'instrument pour se consacrer à la basse. Lors de son apprentissage de l'instrument, il étudie au Berklee College of Music à Boston.

### Carrière en tant que musicien
Débutant dans les années 1970, Jeff Berlin commence comme bassiste invité aux côtés d'artistes solo et groupes plus connus, à l'instar de beaucoup de musiciens débutants. Il joue d'abord sur l'album "The Story of I" du claviériste suisse Patrick Moraz, qui jouait à l'époque avec le groupe Yes, paru en 1975, aux côtés de Ray Gomez (guitare) et Alphonse Mouzon (batterie) qui révèle sa virtuosité au grand public. Il publie son 1er album solo au milieu des années 1980, album surtout connu pour son interprétation de "Dixie", l'hymne sudiste américain. Il joue également avec Bill Bruford d'abord sur son album solo Feels good to me en 1978, puis avec le groupe "Bruford" de 1979 à 1980. Puis il retrouvera Bill sur deux albums du guitariste japonais Kazumi Watanabe, The Spice of Life en 1987 et The Spice of Life Too l'année suivante ainsi que sue le DVD The Spice of Life in Concert sortit en 2004. En 1988, il rejoint le John McLaughlin Trio pour une tournée européenne de six mois qui s'achève au festival de jazz de Juan les Pins où sa virtuosité est saluée par une ovation debout[réf. nécessaire]. Puis en 1989, il remplace le bassiste Tony Levin souffrant, pour la tournée américaine du groupe ABWH. Alex Van Halen qui le voit jouer à Los Angeles en 1983 au sein du trio de Allan Holdsworth, lui propose de le rejoindre dans son groupe Van Halen, ce que Berlin refuse.
Aujourd'hui, quand son école de musique lui en laisse la possibilité, Jeff Berlin se produit surtout avec son propre groupe aux côtés du pianiste Richard Drexler et du batteur Danny Gottlib, avec lequel il réalise régulièrement des albums tels que le fameux In Harmony's Way où l'on retrouve quelques-uns des solos virtuoses qui font sa réputation. Jeff Berlin a souffert de la comparaison avec Jaco Pastorius, autre virtuose apparu à la même époque sur la scène musicale, et mis en lumière par sa collaboration avec Weather Report en 1976 ; pourtant les deux musiciens, qui évoluent dans des univers différents, n'ont finalement qu'une seule chose en commun, leur approche moderne et virtuose de la basse électrique.
Le jeu de basse de Jeff Berlin est un jeu typique du jazz-rock, à la manière de Jaco Pastorius, toutefois Jeff Berlin joue de la basse frettée, et s'est toujours détaché de son influence et du piège de l'imitation .

### Carrière en tant que professeur
Jeff Berlin est également connu en tant que critique musical. Il est l'un des membres fondateurs du Bass Institute of Technology à Los Angeles, et plus tard de la Players School of Music à Clearwater en Floride. De plus il écrit régulièrement des articles pour des magazines spécialisés tel que Bass Player Magazine.

## Équipements
Dean guitars a récemment fait un modèle signature Jeff Berlin et Peavey a autrefois sorti un modèle signature intitulé "Palaedium".
En 2014, une nouvelle basse signature est annoncé par le Cort sous le nom de Rithimic.
Il a également un amplificateur signature fait par Markbass.

## Discographie

### Solo
- 1981 : 20th Century Impressions de Joe Diorio, Jeff Berlin, Vinnie Colaiuta
- 1985 : Champion de Jeff Berlin & Vox Humana
- 1986 : Pump It!
- 1997 : Taking Notes
- 2001 : In Harmony's Way
- 2004 : Lumpy Jazz
- 2005 : Ace Of Bass
- 2005 : Boston T Party de Dennis Chambers, Jeff Berlin, David Fiuczynski, T. Lavitz
- 2010 : High Standards
- 2012 : H B C de Scott Henderson, Jeff Berlin, Dennis Chambers
- 2013 : Groove And More de Dennis Chambers
- 2013 : Low Standards
- 2013 : Spinning Globe de Kazumi Watanabe Featuring Jeff Berlin & Virgil Donati

#### Compilation
- 1998 : Crossroads

### Bill Bruford
- 1978 : Feels Good to Me
- 1979 : One of a Kind
- 1979 : The Bruford Tapes
- 1980 : Gradually Going Tornado
- 1986 : Master Strokes: 1978–1985 - Compilation
- 2006 : Rock goes to College - Compilation

### Players
- 1987 :  Players

### Kazumi Watanabe
- 1987 : The Spice of Life - Avec Bill Bruford
- 1988 : The Spice of Life Too - Avec Bill Bruford et Peter Vettese
- 2004 : The Spice of Life in Concert - DVD Avec Bruford

### Anderson Bruford Wakeman Howe
- 1993 : An Evening of Yes Music Plus

### Nathan Cavaleri Band
- 1993 : Jammin' With The Cats
- 1994 : Nathan

## Participations
- 1976 : The Story Of I de Patrick Moraz
- 1976 : Capricorn Princess de Esther Phillips
- 1976 : End of a Rainbow de Patti Austin
- 1976 : Shoogie Wanna Boogie de David Matthews with Whirlwind
- 1977 : Eye of the Beholder de Ray Barretto
- 1977 : Light'n Up, Please! de David Liebman
- 1977 : Satanic de Ernie Krivda
- 1978 : Montreux Concert de Don Pullen
- 1979 : Just As I Thought de David Sancious
- 1980 : Lifelike de Passport
- 1980 : 20th Century Impressions de Joe Diorio
- 1981 : Mellow de Herbie Mann
- 1983 : Road Games de Allan Holdsworth